# MDR aktuell
MDR aktuell (jusqu'au 1er mai 2016: MDR Info) est une radio publique d'information allemande, appartenant au groupe Mitteldeutscher Rundfunk.
MDR aktuell est conçu comme un programme uniquement de nouvelles et d'information et est complété par son site Internet pour les dernières nouvelles, ainsi que des services en ligne et les podcasts.

## Programme
La rédaction de MDR aktuell s'étend sur 24 heures. Toutes les heures et les demi-heures, un journal détaillée est détaillé. Un rappel des titres de l'actualité est proposé régulièrement (à 15 et 45 de l'heure). Ils comprennent des informations sur la météo et le trafic automobile. Le temps restant comprend des reportages ou des interviews. Ce contenu est fourni soit par l'ARD, des correspondants ou les journalistes de MDR Info. En outre, toutes les heures, un point est fait de la Bourse de Francfort par ARD. Un rôle important est joué par le sport : les matchs de football importants comme ceux de l'équipe d'Allemagne ou des équipes allemandes en Ligue des champions sont diffusés en intégralité, ainsi que la Bundesliga et la 3. Liga en multiplex.
De plus, les bulletins d'information de MDR Info sont diffusés toutes les heures sur les autres stations du groupe : MDR Kultur, MDR Klassik et en fin de soirée, durant la nuit, dans les trois stations locales, MDR Sachsen-Anhalt, MDR Sachsen et MDR Thüringen.
Comme la rédaction de MDR aktuell est organisée sur 24 heures, en cas d'informations importantes entre minuit et 6 heures du matin, elle supplée ARD. Durant cette période, le programme diffusée est le programme de nuit d'ARD.
La nuit, on peut donc aussi entendre selon les heures les programmes des autres radios allemandes régionales d'information :
- BR24, tous les jours entre minuit et 6 heures.
- SWR Aktuell, du lundi au vendredi de 23 h à 6 h et le week-end jusqu'à 7 h.
- rbb24 Inforadio, du lundi au vendredi de 23 h à 5 h et le week-end jusqu'à 6 h.
- Antenne Saar, tous les jours de 23 h à 6 heures.
- hr-info, tous les jours de 23 h à 6 heures.
- NDR Info Spezial, tous les jours entre minuit et 6 heures.

## Blocs de nouvelles horaires

### Ordinaire
- xx:00 - Infos
- xx:05 - Meteo et Circulation
- xx:06 - Reportages
- xx:15 - Fiche D'Information
- xx:16 - Meteo et Circulation
- xx:17 - Sport
- xx:28 - Meteo
- xx:29 - À venir en 30 minutes
- xx:30 - Infos
- xx:35 - Meteo et Circulation
- xx:36 - Reportages
- xx:41 - Sport
- xx:45 - Fiche D'Information
- xx:46 - Meteo et Circulation
- xx:47 - Reportages
- xx:58 - Meteo
- xx:59 - À venir en 30 minutes

## Diffusion
La station a environ 300 000 auditeurs par jour.
La zone de diffusion de MDR Info est celle de la Mitteldeutscher Rundfunk, 77 fréquences dans la Saxe, la Saxe-Anhalt, la Thuringe. Par ailleurs, jusqu'en 2013, la radio était diffusé en moyenne fréquence par les émetteurs de Wiederau, de Wilsdruff (de) et de Reichenbach (de).

### Source de la traduction
- (de) Cet article est partiellement ou en totalité issu de l’article de Wikipédia en allemand intitulé « MDR Info » (voir la liste des auteurs).